# Ungpinkóc
Ungpinkóc (szlovákul: Pinkovce) község Szlovákiában, a Kassai kerület Szobránci járásában.

## Fekvése
Nagykapostól 15 km-re északkeletre, az ukrán határ mellett, az Ung jobb partján fekszik.

## Története
A település valószínűleg már a 11. században is létezett, első írásos említése azonban csak 1343-ban történt. Kezdetben helyi nemesek birtoka, később mások is birtokot szereztek a településen. 1427-ben 4 jobbágyház mellett egy nemesi kúria is állt itt. 1433-ban Garai Miklós nádor meg nem jelenés miatt elmarasztalta Pinkoch-i Bycho dictus Mártont Chazloch-i Péter fia Mihály ellenében. 1599-ben 9 jobbágyháza volt. Később a lakosság száma csökkent. A falu templomában a  17. század közepétől evangélikus lelkész szolgált. 1715-ben kettő, 1720-ban egy háztartása adózott. A 18. században a község újra fejlődött.
A 18. század végén, 1799-ben Vályi András így ír róla: „PINKÓCZ. Magyar falu Ungvár Vármegyében, földes Ura Berényi Uraság, lakosai katolikusok, és reformátusok, fekszik Fenkéhez nem meszsze, mellynek filiája, határja jó termékenységű, vagyonnyai is jelesek, és külömbfélék, eladásra alkalmatos módgyok van, első osztálybéli.”
Mai temploma a 19. század elején épült. 1828-ban 44 házában 387 lakos élt.
Fényes Elek 1851-ben kiadott geográfiai szótárában így ír a faluról: „Pinkócz, magyar-orosz falu, Ungh vmegyében, az Ungh mellett, ut. p. Ungvárhoz nyugotra 1 1/4 mfdnyire: 68 romai, 152 g. kath., 174 ref., 8 zsidó lak. Kastély. Termékeny határ. F. u. Horváth.”
A trianoni diktátumig Ung vármegye Ungvári járásához tartozott, majd az újonnan létrehozott csehszlovák államhoz csatolták. 1938-1945 között ismét Magyarország része.

## Népessége
| Év:            | 1994. | 2004.    | 2014.   | 2024. |
| -------------- | ----- | -------- | ------- | ----- |
| Emberek száma: | 212   | 188      | 170     | 187   |
| Eltérés:       |       | -11,32 % | -9,57 % | +10 % |

| Év:            | 2023. | 2024.   |
| -------------- | ----- | ------- |
| Emberek száma: | 184   | 187     |
| Eltérés:       |       | +1,63 % |

1880-ban 424-en lakták, ebből 309 szlovák és 95 magyar anyanyelvű.
1890-ben 390 lakosából 308 szlovák és 72 magyar anyanyelvű volt.
1900-ban 439-en lakták: 202 szlovák és 228 magyar anyanyelvű.
1910-ben 431 lakosából 222 szlovák és 206 magyar anyanyelvű volt.
1921-ben 411 lakosából 258 orosz, 112 csehszlovák, 29 magyar és 10 zsidó; ebből 164 református, 148 görögkatolikus, 86 római katolikus, 10 izraelita és 3 egyéb vallású.
1930-ban 385 lakosából 346 csehszlovák és 11 magyar volt.
1941-ben 373-an lakták, ebből 322 szlovák és 19 magyar anyanyelvű.
1991-ben 250 lakosából 248 szlovák és 1 magyar volt.
2001-ben 210 lakosából 207 szlovák volt.
2011-ben 174 lakosából 168 szlovák és 1 magyar volt.
2021-ben 180 lakasából 174 szlovák, (+1) magyar, (+2) cigány, 1 ruszin, 2 (+1) egyéb és 3 ismeretlen nemzetiségű volt.

## Neves személyek
- Itt született 1900-ban Eördögh Ferenc mesemondó, népművész.
- Itt született 1906-ban Csomár Zoltán református lelkész, egyházi író.